# Arbesbach
Arbesbach è un comune austriaco di 1 678 abitanti nel distretto di Zwettl, in Bassa Austria; ha lo status di comune mercato (Marktgemeinde). Nel 1970 ha inglobato il comune soppresso di Pretrobruck.